# 5544 Kazakov
5544 Kazakov este un asteroid din centura principală de asteroizi.

## Descriere
5544 Kazakov este un asteroid din centura principală de asteroizi. A fost descoperit pe 2 octombrie 1978 la Observatorul de Astrofizică din Crimeea de Liudmila Juravliova. El prezintă o orbită caracterizată de o semiaxă mare de 2,69 ua, o excentricitate de 0,11 și o înclinație de 13,2° în raport cu ecliptica.